# Foucarville
Foucarville ist eine Ortschaft und eine Commune déléguée in der französischen Gemeinde Sainte-Mère-Église mit 113 Einwohnern (Stand 1. Januar 2022) im Département Manche in der Region Normandie. 
Mit Wirkung vom 1. Januar 2016 wurden die früheren Gemeinden Beuzeville-au-Plain, Chef-du-Pont, Écoquenéauville und Foucarville mit der Gemeinde Sainte-Mère-Église fusioniert und damit eine Commune nouvelle dieses Namens geschaffen. Sie gehörte zum Arrondissement Cherbourg und zum Kanton Sainte-Mère-Église.

## Geografie
Foucarville liegt auf der Halbinsel Cotentin. Die Gegend um Foucarville ist eben und landwirtschaftlich geprägt. Während des Zweiten Weltkriegs befand sich im kleinen Dorf ein amerikanisches Kriegsgefangenenlager.

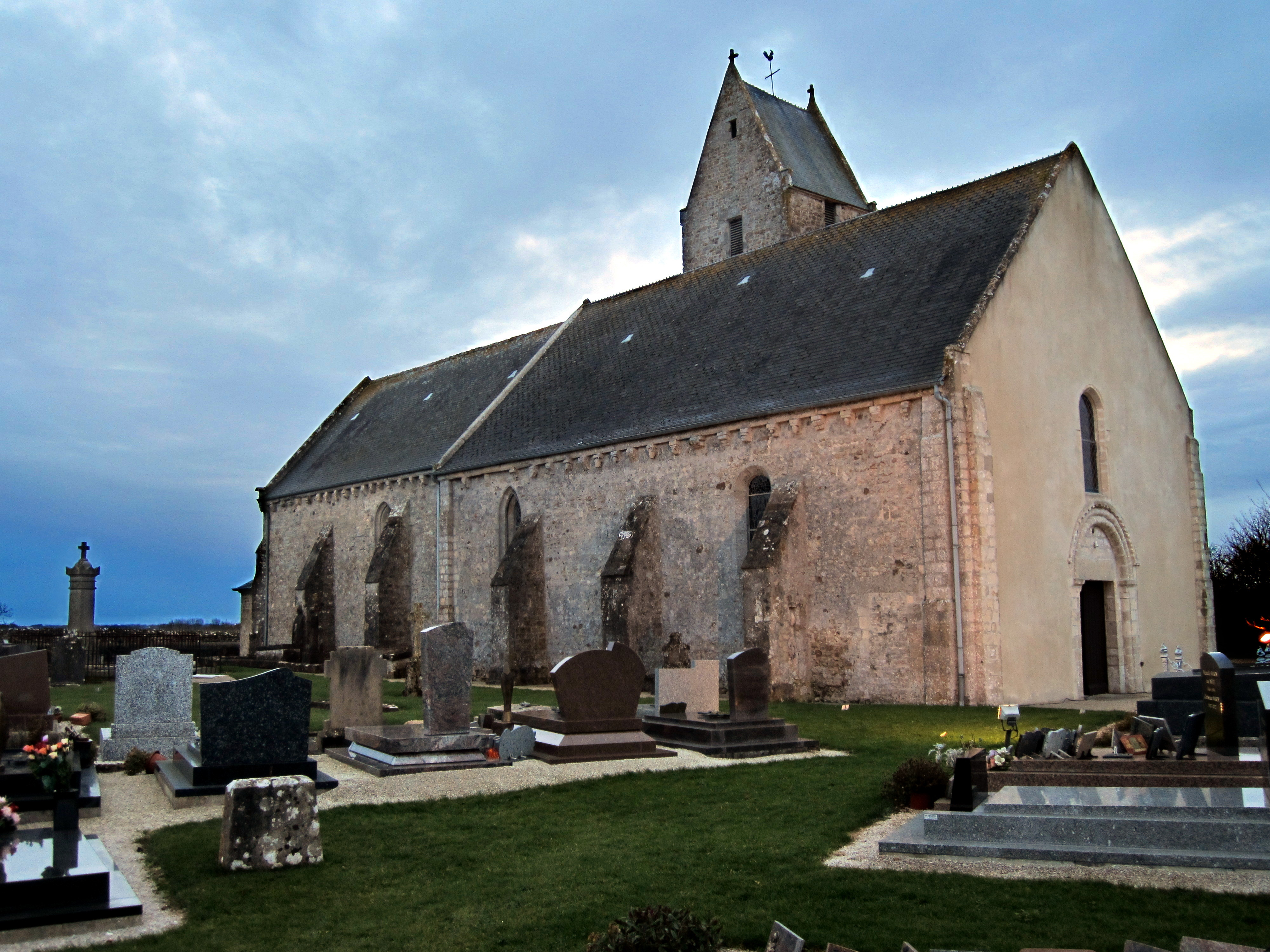
Kirche Saint-Lô